# Мень (Підляське воєводство)
Мень (пол. Mień) — село в Польщі, у гміні Бранськ Більського повіту Підляського воєводства.
Населення — 490 осіб (2011).
У 1975-1998 роках село належало до Білостоцького воєводства.

## Демографія
Демографічна структура станом на 31 березня 2011 року:
|          | Загалом | Допрацездатний вік | Працездатний вік | Постпрацездатний вік |
| -------- | ------- | ------------------ | ---------------- | -------------------- |
| Чоловіки | 251     | 54                 | 152              | 45                   |
| Жінки    | 239     | 51                 | 112              | 76                   |
| Разом    | 490     | 105                | 264              | 121                  |